# Riverboom
Pour plus de détails, voir Fiche technique et Distribution.
Riverboom (Partners) est un film documentaire suisse réalisé par Claude Baechtold, sorti en 2023.

## Synopsis
En 2002, Claude Baechtold, après avoir eu quelques expériences en tant que photographe, se voit proposer par le journaliste Serge Michel de l'accompagner en Afghanistan pour que ce dernier retrouve le photographe de guerre Paolo Woods et puisse effectuer des enquêtes sur la situation du pays. Arrivé en Afghanistan, Paolo et Serge se retrouvent, Claude doit donc retourner chez lui car il n'y a pas besoin de deux photographes. À cause de divers problèmes, il ne pourra pas prendre l'avion et retournera voir Serge, qui lui conseille d'acquérir une caméra et de filmer leur périple. Claude s'arme d'une caméra et commence à filmer le parcours et les actions du trio, dont le passage de la rivière Boom qui permettra à Claude de faire un deuil.

## Fiche technique[1]
- Réalisation : Claude Baechtold
- Scénario : Claude Baechtold, Kevin Schlosseur, Katia Monla
- Image : Claude Baechtold
- Montage : Kevin Schlosser
- Mixage : Denis Séchaud
- Etalonnage : Robin Erard
- Montage son : Benjamin Benoît
- Production : Luc Peter, Katia Monla
- Société de production : Intermezzo Films
- Société de distribution : Zinc[2]
- Pays de production :  Suisse
- Format : couleur
- Genre : documentaire, comédie, road-movie
- Diffuseur : RTS
- Durée : 99 minutes

## Distribution[3]
- Claude Baechtold : lui-même
- Serge Michel : lui-même
- Paolo Woods : lui-même

## Sortie

### Accueil critique
En France, le site Allociné propose une moyenne de 3,6⁄5, d'après l'interprétation de 24 critiques de presse, tandis que les spectateurs donnent une moyenne de  4,2⁄5 avec 418 notes (14/10/2024).

## Distinctions[1]
- 2023 • Zurich Film Festival • Zurich (Suisse) • Special Screenings
- 2023 • GZDOC • Golden Kapok Award Competition[6],[1]
- 2024 • Les Journées de Soleure • Soleure (Suisse) • Panorama Long métrage[6]
- 2024 • FIPADOC - Festival International Documentaire • Biarritz (France) • Prix Mitrani[7]
- 2024 • Premiers Plans - Angers • Angers (France) • Prix Jeanne Moreau (Prix du public)[2],[8]
- 2024 • Fifigrot 2024 • Festival Groland à Toulouse • Amphore du Peuple[9]